# Lokomotiva 433.0
Lokomotivy řady 433.0 jsou čtyřnápravové parní lokomotivy vzniklé zdokonalením řady 423.0. Všech 60 kusů bylo vyrobeno v roce 1948 podnikem Českomoravská-Kolben-Daněk pro ČSD. Lokomotivy našly shodné uplatnění jako jejich předchůdkyně (řada 423.0), sloužily tedy jak v osobní, tak v nákladní dopravě na místních tratích.

## Vznik a výroba
Po druhé světové válce mělo být dodáno 120 inovovaných lokomotiv řady 423.0. Tyto lokomotivy se od původní řady značně odlišovaly, přesto ale prvních 60 kusů z roku 1946 neslo stále původní označení. Až v objednávce zbylých 60 strojů z roku 1948 figurovalo nové označení 433.0. Všechny tyto lokomotivy byly dodány mezi březnem a listopadem roku 1948.

## Technický popis

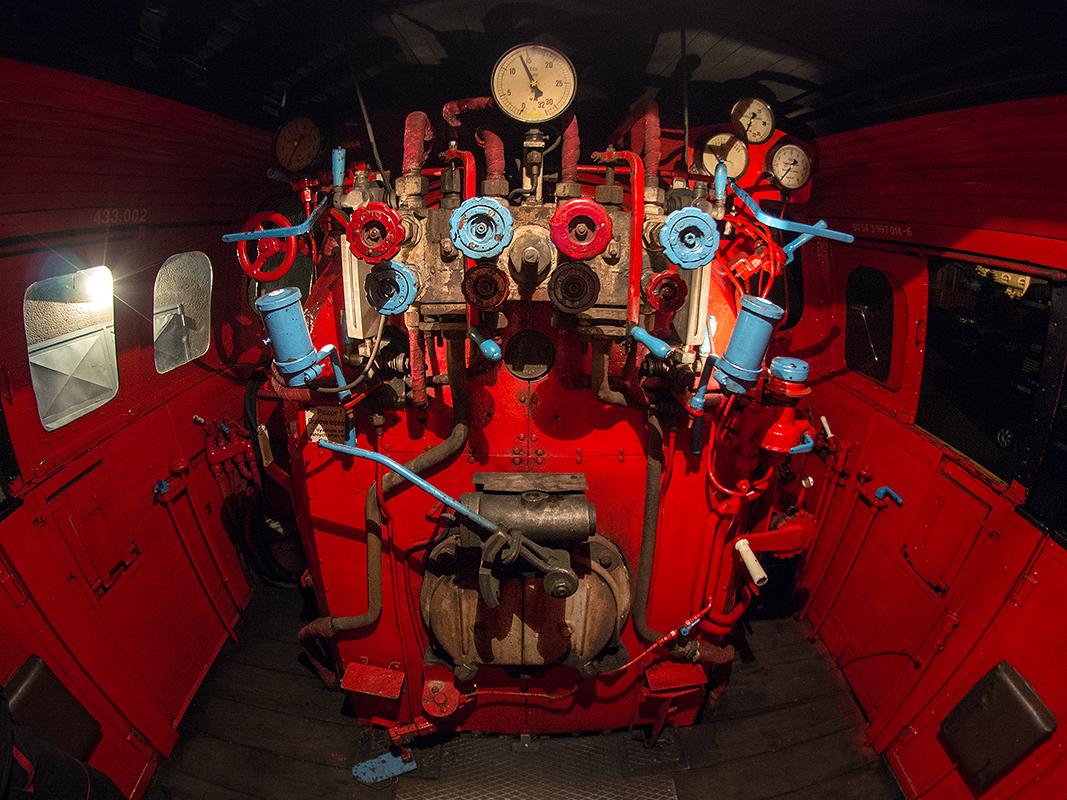
Interiér strojvůdcovské budky

Stroje byly téměř shodné s poslední 60kusovou dodávkou lokomotiv řady 423.0. Hlavními rozdíly byly v tendru z obou dvou stran zapuštěné stupačky, modifikované protizávaží hnané nápravy a u některých lokomotiv také valivá ložiska běhounů. Stejně jako poslední série řady 423.0 mají tedy lokomotivy kotel na 15 barů a měděné topeniště s pneumatickým ovládáním dvířek. Na kotli byl umístěn jeden poměrně malý parojem, který zejména při jízdě takzvaně uhlím napřed a prudké změně nivelety způsoboval problémy se strháváním vody do válců. Válce měly přední vedení a o dodávku vody do kotle se staraly dva napaječe na ostrou páru ASZ. V průběhu provozu byla nahrazována problémová plovoucí pouzdra tyčových ložisek spojnic a ojnic za pouzdra pevná. Rovněž byly na lokomotivy postupně doplňovány ploché dyšny Giesl.

## Provoz
Lokomotivy sloužily na stejných výkonech jako řada 423.0. I přes jisté nevýhody byly velmi oblíbené zvláště pro svoji sílu. V 70. letech 20. století byly s nástupem motorových vozů a lokomotiv odsouvány na tratě Moravské západní dráhy. Od roku 1971 byly lokomotivy pozvolna vyřazovány a od roku 1975 nastalo spolu s útlumem parního provozu jejich masivní vyřazování. Poslední stroj dojezdil roku 1980, nicméně oficiálně byl vyřazen až roku 1983. Mnoho lokomotiv bylo po svém vyřazení odprodáno na vlečky, či přeměněno na vytápěcí kotle.

## Zachované lokomotivy

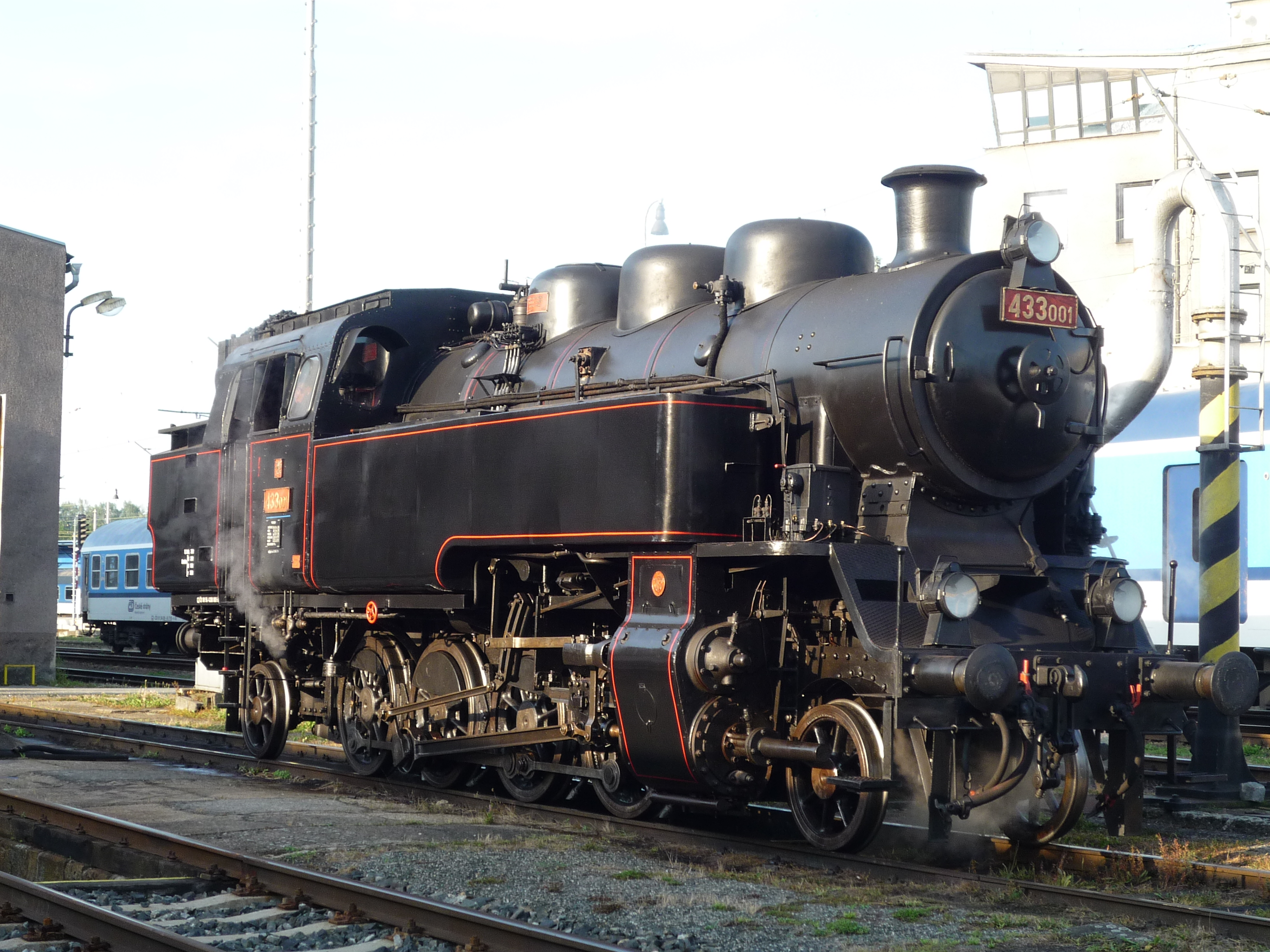
Lokomotiva 433.001 v roce 2017

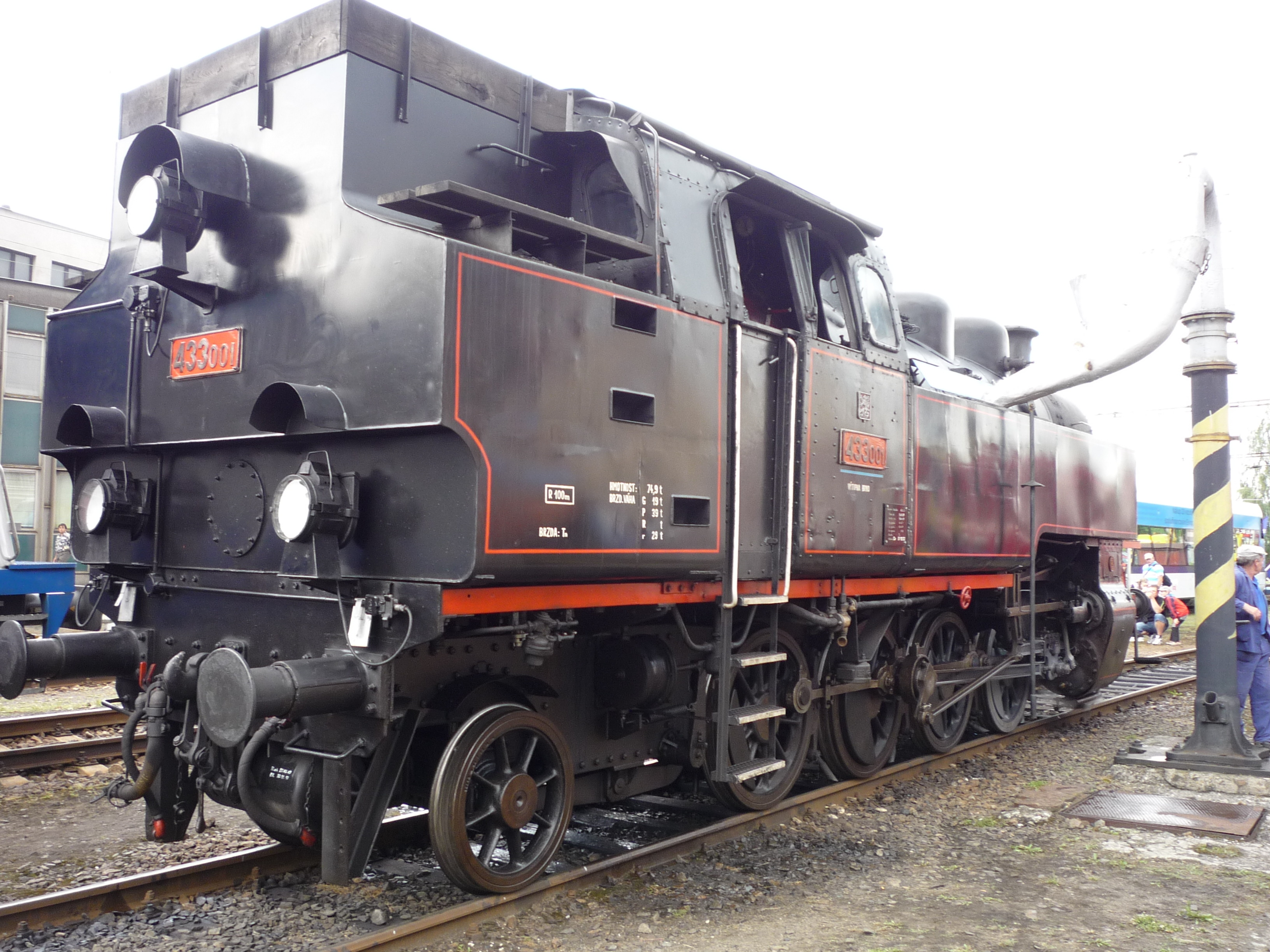
Pohled na zadní stranu lokomotivy 433.001

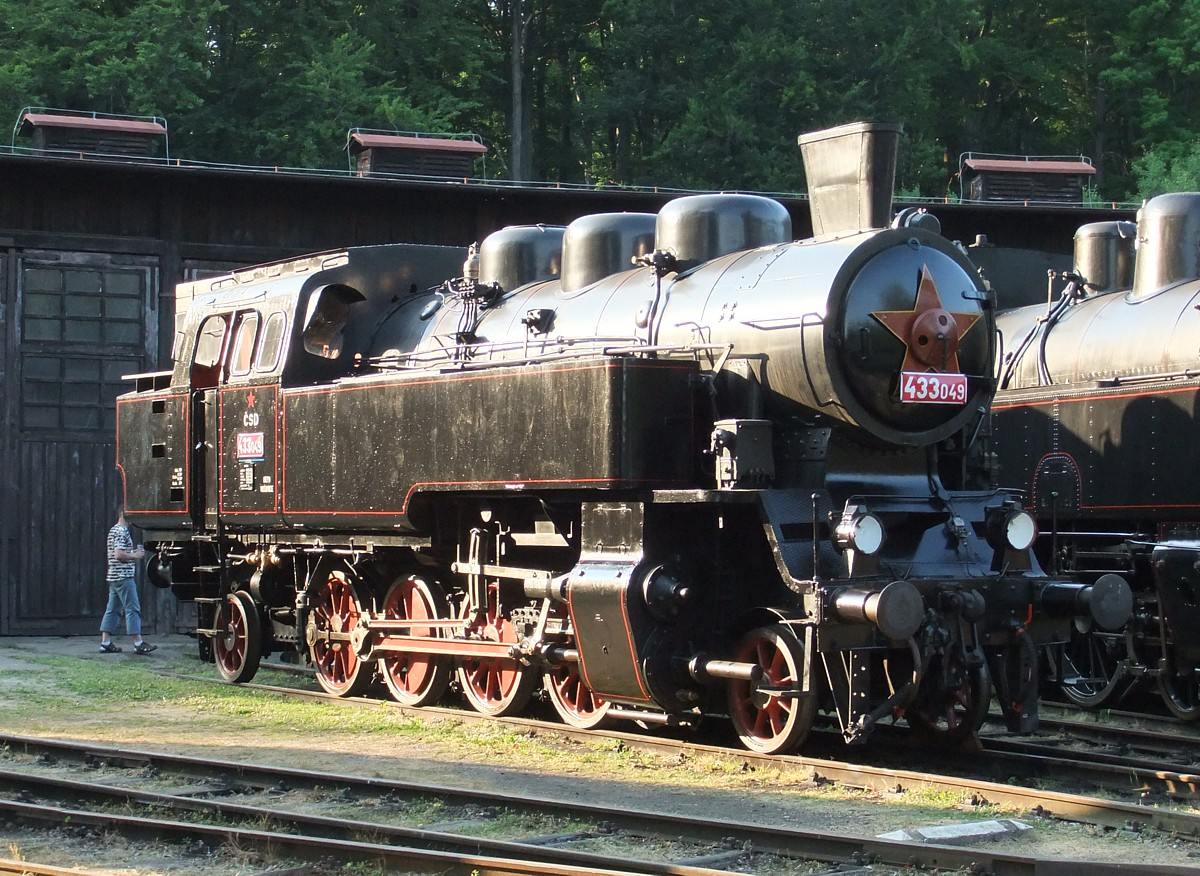
Lokomotiva 433.049 v Lužné u Rakovníka

### 433.001
První vyrobená lokomotiva dosáhla při technicko-bezpečnostní zkoušce dne 2.3.1948 rychlosti 75 km/h. Lokomotiva dojezdila v roce 1978 v depu na brněnském dolním nádraží a v následujícím roce byla přeměněna na vytápěcí kotel. V roce 1988 byla převedena mezi historická vozidla ČSD, deponována byla v depu na brněnském dolním nádraží. Lokomotiva byla 16. dubna 2020 přepravena na opravu do muzea v Lužné u Rakovníka. Po dokončené opravě lokomotiva byla lokomotiva dne 27. října 2020 převezena z Lužné do depa Veselí nad Moravou. Zde lokomotiva bude jen na nějakou dobu jako náhrada za lokomotivu ČKD 1435 EP 1000. Osud a budoucí místo působení této lokomotivy je zatím neznámý.  

### 433.002
Lokomotiva byla zařazena do depa Košice, roku 1973 byla předána do Jihlavy a roku 1978 byla z depa Brno dolní nádraží převedena do zálohy. Po svém vyřazení z osobní dopravy byla roku 1981 převedena do Šumperka na vytápění a o dva roky později byla přeměněna na vytápěcí kotel. Ještě v roce 1983 byla ale zahájena oprava, která skončila roku 1986 a od té doby byla lokomotiva provozním exponátem NTM, deponovaným ve Valašském Meziříčí, kde o ni pečovali členové Valašské společnosti historických kolejových vozidel. Kvůli propadlé revizi kotle, která skončila v roce 2019 a velmi nákladné opravě, která se odhaduje na 6 milionů korun, se rozhodlo, že se lokomotiva odstaví z provozu a bude přesunuta do depozitáře NTM v Chomutově. I přes nabídnutou pomoc několika měst a obcí, kteří chtěli přispět finančně na opravu, se přesto 29. ledna 2019 Matěj odebral z Valašského Meziříčí, aby se přes Lužnou u Rakovníka dostal do svého nynějšího působiště v Chomutově. Lokomotiva tak zůstává jako neprovozní exponát.

### 433.008
Lokomotiva byla zrušena roku 1974 a téhož roku předána na vlečku trnavského cukrovaru. Roku 1986 byla předána do MDC Bratislava a umístěna do soupravy repliky pancéřového vlaku Hurban na památníku SNP ve Zvolenu, kde nahradila lokomotivu 431.014.

### 433.014
Lokomotiva působila v 50. letech 20. století ve Vrútkách a v roce 1978 byla zrušena v depu Lužná u Rakovníka. Roku 1979 byla předána cukrovaru Úžice, kde sloužila 10 let. Později byla předána do Železničního muzea Zlonice, kam byla značně zchátralá převezena roku 2007 z Čelákovic.

### 433.015
Lokomotiva byla provozována v okolí Prostějova, roku 1975 prošla opravou a rok později byla převedena do zálohy. Roku 1981 byla zrušena a přeměněna na vytápěcí kotel. Ke konci 80. let 20. století byla odstavena v depu Brno dolní nádraží, odkud byla později odvezena do Vranovic, kde proběhl pokus o její opravu do vystavovatelného stavu. Po navrácení do Brna ji v roce 1997 odkoupilo sdružení Zubrnická museální železnice.

### 433.023
Lokomotiva začínala v depu Leopoldov, odkud byla roku 1953 převedena do Břeclavi. V roce 1968 byla převedena do depa Brno dolní nádraží a roku 1977 byla vyřazena a předána do cukrovaru Dunajská Streda. Na začátku 80. let 20. století ji získal Fakultný výbor SZM SjF SVŠT a roku 1983 přešla do sbírek MDC Bratislava, kde byla jako provozní exponát do roku 1996. Následně byla předána do Vrútek, kde je udržována ve vystavovatelném stavu členy spolku Výhrevna Vrútky.

### 433.025
Lokomotiva začínala v depu Leopoldov, odkud byla roku 1953 převedena do depa Brno dolní nádraží. V roce 1959 byla předána do Břeclavi a o dva roky později zpět do Brna, kde byla roku 1976 zrušena a odprodána do cukrovaru Trenčianská Teplá. V cukrovaru jezdila až do roku 1985, poté byla odstavena a chátrala do roku 1990, kdy ji získal Iron Monument Club Plzeň. Ihned poté byla převezena do Brna a po dalších dvou letech do Plzně. V roce 2017 byla odprodána Československé Obci Legionářské, která ji začala ve spolupráci s Iron Monument Club opravovat pro soupravu legiovlaku.

### 433.049
Lokomotiva byla zrušena roku 1978 v Lužné u Rakovníka a prodána do cukrovaru Bedihošť, kde byla v provozu pouze dva měsíce a následně byla až do roku 1992 odstavena. Poté byla odprodána Klubu historie kolejové dopravy Praha a roku 1997 zapůjčena do muzea ČD v Lužné u Rakovníka, kde byla opravena do vystavovatelného stavu.Dne 8.12. 2019 byla lokomotiva převezena do depozitáře NTM v Chomutově.